# AGIL
Pour les articles homonymes, voir Agil.
AGIL, ou LIGA, est une théorie générale de l'action développée par Talcott Parsons, qui défend l'idée qu'il existe quatre fonctions communes à tout système d'action, appelées « impératifs fonctionnels » : 
| Adaptation (adaptation)   | Goal-Attainment (orientation vers la réalisation des fin)     |
| Integration (intégration) | Latent pattern maintenance (maintien des modèles de contrôle) |

## L'action sociale
Pour Parsons, l'action est le « produit d'un acteur doté de ressources, qui effectue des choix finalisés et qui use pour ce faire de moyens matériels et symboliques. [...] Mais ces choix sont liés à un ensemble global de valeurs communes [...] et s'inscrivent dans un réseau de normes constitutif de la structure de la société, autant d'éléments contraignants l'action individuelle ». Le terme d'action doit être entendus ici dans un sens incluant non seulement les comportements mais également les pensées, les sentiments, les aspirations et les désirs. Autrement dit, selon Parsons, l’acteur oriente son action en direction d’une fin, et s'il en choisit les moyens, ce choix s'inscrit dans un cadre contraint, car l'acteur ne dispose que d’un contrôle partiel sur son environnement.

## Système et sous-système de l'action sociale
Parsons  décompose le système d'action sociale en quatre sous-système : 
1. le sous-système culturel (appareil symbolique : valeurs, connaissances, idéologies);
2. le sous-système social (« conditions impliquées dans l'interaction d'individus »[5]);
3. le sous-système de la personnalité (psychique) ;
4. le sous-système de l'organisme (biologique ou adaptatif).

Chaque action s'inscrit dans ces quarte sous-systèmes à la fois, et résulte d'une interaction d'influences provenant de chacun d'entre eux. Autrement dit, si chaque sous-système peut analytiquement être isolé car il a sa propre logique interne, les quatre sous-systèmes entretiennent entre eux des rapports d'interdépendance et de complémentarité. Les quatre sous-système sont hiérarchiquement ordonnés du point de vue du contrôle sur l'action : un système se situe en haut lorsqu'il est plus riche en information (comme le sous-système culturel) et se situe plus bas lorsqu'il est plus riche en énergie (comme le sous-système de l'organisme). Cette hiérarchie est qualifié de « cybernétique ».
Chaque sous-système a une fonction particulière appelée « impératif fonctionnel »: 
1. le maintien des modèles culturels (Latent pattern maintenance) ;
2. l'intégration sociale (Integration) ;
3. la réalisation des fins (Goal-Attainment);
4. l'adaptation (Adaptation).

Mais chaque sous-système intègre également en interne ces quatre fonctions. Ainsi, il faut distinguer la fonction adaptation quand elle est relative au système général de l'action (correspond au sous-système de l'organisme) et quand elle est relative au sous-système social (correspond aux rôles et à l'économie).

## Les quatre fonctions communes à tout système d'action
Ainsi, selon Parsons, un système d'action peut s'analyser à partir de quatre éléments. En effet, « l'action suppose un acteur, une situation partiellement contrôlée par lui, une combinaison de fin et de moyen soumis au choix de l'acteur par des critères normatifs ». Dans The Structure of Social Action, écrit en 1937, Parsons conceptualise l’action humaine par les quatre propositions suivantes:
1. l'action implique une motivation et une dépense d'énergie ;
2. l'action est régulée par des normes ;
3. l'action est orientée vers des buts, ce qui nécessite des anticipations ;
4. l'action rend place dans des situations qui sont structurées par des ressources.

Puis, en collaboration avec Robert F. Bales, Parsons propose en 1955 quatre catégories fonctionnelles, c'est le modèle AGIL ou LIGA en français,,:
1. Latent pattern maintenance : le maintien des modèles de contrôle (valeurs qui motivent l'action individuelle) ;
2. Integration : l'intégration interne du système (coordination entre les membres du système) ;
3. Goal-Attainment : l'orientation vers la réalisation des fins (poursuite des buts : définition et la mise en œuvre des objectifs de l’action) ;
4. Adaptation : l'adaptation aux conditions globales de l'environnement (adéquation des moyens aux buts poursuivis).

Détaillons ces fonctions dans le sous-système social en précisant la composante structurale et l'ensemble structural concret,, :
1. le maintien des modèles culturels correspond à la composante structurale des valeurs et à la socialisation.
2. l'intégration sociale correspond à la composante structurale des normes et au droit et à l'appareil judiciaire.
3. la réalisation des fins correspond à la composante structurale des collectivités et à la structure politique.
4. l'adaptation correspond à la composante structurale des rôles et à la structure économique.

Synthétisons avec deux tableaux : le premier synthétise le système général, le second synthétise le sous-système social.
| Impératif fonctionnel      | Sous-système du système général |
| -------------------------- | ------------------------------- |
| Latent pattern maintenance | sous-système culturel           |
| Integration                | sous-système social             |
| Goal-Attainment            | sous-système de la personnalité |
| Adaptation                 | sous-système de l'organisme     |

| Impératif fonctionnel      | Composantes structurales | Ensembles structuraux |
| -------------------------- | ------------------------ | --------------------- |
| Latent pattern maintenance | Valeurs                  | Socialisation         |
| Integration                | Normes                   | Droit                 |
| Goal-Attainment            | Collectivité             | Politique             |
| Adaptation                 | Rôles                    | Économique            |

## Changement social et évolution des sociétés
Dans sa théorie du changement social, Parsons réinvesti les quatre catégories fonctionnelles citées précédemment pour définir quatre processus de changement social :
1. la généralisation des valeurs (L) : processus qui tend à adapter les valeurs au nouveau type de système qui apparait.
2. l'inclusion (I) : processus qui tend à inclure dans la société communautaire des groupes initialement exclus.
3. la différenciation (G) : processus qui tend à la démultiplication des rôles.
4. l'amélioration adaptative (A) : processus qui met à la disposition des unités sociales un champ plus étendu de ressource.

Par ailleurs, Parsons distingue changement d'équilibre (modification dans certaines parties du système sans transformation au niveau global) et changement de structure (affecte la nature du système au niveau global).

### Publications majeures de Parsons
- (en) Talcott Parsons, The Structure of Social Action, New York, McGraw-Hill, 1937.
- (en) Talcott Parsons, The Social System, England, Free Press, 1951, 575 p. (ISBN 9780710019318).
- (en) Talcott Parsons, Social systems and the evolution of action theory, New York/London, Free Press, 1977, 420 p. (ISBN 978-0-02-924800-3).